# Tymoteusz Tabor
Tymoteusz Tabor (ur. 2 lipca 1983 w Jastrzębiu-Zdroju) – polski skoczek spadochronowy, członek Aeroklubu Gliwickiego, żołnierz Sił Zbrojnych RP.

## Działalność sportowa
Działalność sportową Tymoteusza Tabora podano za: Jan Isielenis, Archiwum Sekcji Spadochronowej Aeroklubu Gliwickiego. Brak numerów stron w książce
Członek sekcji spadochronowej Aeroklubu Gliwickiego. Swój pierwszy skok wykonał 18 lipca 2005 z samolotu An-2TD, wysokość skoku: 400 metrów, metoda: „na linę”, spadochron typu: AD-95, zrzutowisko: Lipowa, odbywając zasadniczą służbę wojskową w 6. batalionie desantowo-szturmowym. W 2009 roku zaczął swoją przygodę ze skokami również w środowisku „cywilnym”, swój pierwszy skok w Aeroklubie Gliwickim wykonał 3 lipca 2009 z samolotu An-2P SP-AOI, wysokość skoku: 1000 m, metoda: „na linę” ze spadochronem typu: Drakkar uczestnicząc w kursie podstawowym, który był organizowany w Aeroklubie Gliwickim, przez sekcję spadochronową, na gliwickim lotnisku. Dalej kontynuował szkolenie pod okiem instruktora Jana Isielenisa. W 2010 uzyskał świadectwo kwalifikacji skoczka spadochronowego. Został członkiem Klubu Tysięczników Aeroklubu Gliwickiego, skupiającego skoczków mających na swoim koncie ponad 1000 skoków. Swój 1000 skok wykonał 28 lipca 2019 skacząc z wysokości 4000 m, na zadanie TRACK-3 z samolotu SMG-92 Turbo Finist HA-YDN na gliwickim lotnisku.
Posiada uprawnienia do:
- wykonywania samodzielnych skoków spadochronowych oraz do samodzielnego układania czaszy głównej
- wykonywania skoków na pokazach
- pełnienia funkcji wyrzucającego z pokładu statku powietrznego
- samodzielnego organizowania skoków
- skoków w terenie przygodnym
- wykonywania skoków nocnych
- skoków do wody
- tandem pilota[3].

Na swoim koncie ma 1900+ wykonanych skoków ze spadochronem.
Życie rodzinne:
Żonaty z Moniką Locińską, spadochroniarką sekcji spadochronowej Aeroklubu Gliwickiego, mają córkę Amelię.

### Przebieg służby wojskowej
- 6 Batalion Powietrznodesantowy (2005–2013)
- 6 Batalion Dowodzenia (2013–2013)
- 18 Bielski Batalion Powietrznodesantowy (2013–2018)
- Wojskowa Komenda Uzupełnień w Tychach (2018–2022)
- Wojewódzki Sztab Wojskowy w Katowicach (2022–2022)
- Ośrodek Zamiejscowy w Katowicach Centralnego Wojskowego Centrum Rekrutacji (2022–2024).

W 2005 uzyskał uprawnienia do noszenia odznaki spadochronowej W.P.D.

### Osiągnięcia sportowe
Osiągnięcia sportowe w spadochroniarstwie Tymoteusza Tabora podano za: Jan Isielenis, Archiwum Sekcji Spadochronowej Aeroklubu Gliwickiego. Brak numerów stron w książce
- 2011 – Mistrzostwa Polski w Wieloboju Spadochronowym – Tomaszów Mazowiecki. Klasyfikacja generalna: II miejsce – Tymoteusz Tabor[4].
- 2012 – 7–10 marca XVII Puchar Polski Para-ski – Bielsko-Biała/Szczyrk. Klasyfikacja końcowa: III miejsce Tymoteusz Tabor – pływanie (G-TAEM Gliwice)[5][6][7].
- 2012 – 16–19 maja Mistrzostwa Polski w Wieloboju Spadochronowym Związku Polskich Spadochroniarzy – Nowy Glinnik/Spała. Klasyfikacja indywidualna: II miejsce – Tymoteusz Tabor (pływanie). Klasyfikacja drużynowa: III miejsce – 6 BPD/Centro/OSWRiS (Tymoteusz Tabor, Rafał Filus, Michał Żmuda)[8].
- 2012 – 2 czerwca Spadochronowe Mistrzostwa Śląska 2012 – Gliwice. Klasyfikacja indywidualna (celność lądowania – spadochrony szybkie): I miejsce – Tymoteusz Tabor (0,00 m)[9].
- 2013 – 15 czerwca Spadochronowe Mistrzostwa Śląska 2013 – Gliwice. Klasyfikacja indywidualna (celność lądowania – spadochrony szybkie): III miejsce – Tymoteusz Tabor 0,40 m[10].
- 2014 – 26 lutego–1 marca XVIII Puchar Polski Para-Ski – Bielsko-Biała/Szczyrk. Klasyfikacja (celność lądowania Open): XVII miejsce – Tymoteusz Tabor. Klasyfikacja (narciarstwo Open): XV miejsce – Tymoteusz Tabor. Klasyfikacja indywidualna Open (narty, skoki): XV miejsce – Tymoteusz Tabor. Klasyfikacja indywidualna Open (pływanie): III miejsce – Tymoteusz Tabor. Klasyfikacja indywidualna Open (strzelanie): IX miejsce – Tymoteusz Tabor. Klasyfikacja wielobój zimowy Open: V miejsce – Tymoteusz Tabor. Klasyfikacja drużynowa: V miejsce – 18 bpd Skoczki (Tymoteusz Tabor, Paweł Rey, Paweł Zych)[11].
- 2014 – 31 maja Spadochronowe Mistrzostwa Śląska 2014 – Gliwice. Klasyfikacja indywidualna (celność lądowania – spadochrony szybkie): I miejsce – Tymoteusz Tabor (16 cm).
- 2015 – 14–16 maja Wielobój Spadochronowy 2015 – Spała. Klasyfikacja indywidualna (skoki): VI miejsce – Tymoteusz Tabor. Klasyfikacja indywidualna (pływanie): I miejsce – Tymoteusz Tabor. Klasyfikacja indywidualna generalna: II miejsce – Tymoteusz Tabor. Klasyfikacja drużynowa generalna: II miejsce – Sky-Masters (Tymoteusz Tabor, Michał Marek, Bartłomiej Ryś)[12].
- 2015 – 5–6 czerwca Speed Star Slovakia n.g. 6. ročník – Slavnica[b]. Klasyfikacja zespołowa: IV miejsce – Ruda Team: Tymoteusz Tabor (kamera), Monika Locińska, Małgorzata Solnica, Bartłomiej Ryś, Paweł Rey, Łukasz Bryła.
- 2015 – 27 września Spadochronowe Mistrzostwa Śląska 2015 – Gliwice. Klasyfikacja indywidualna (celność lądowania – spadochrony szybkie): I miejsce – Tymoteusz Tabor (0,00 m). Klasyfikacja drużynowa (celność lądowania – spadochrony szybkie): I miejsce – AGl/6bpd (Tymoteusz Tabor, Krzysztof Zieliński, Paweł Mostowski)[13].
- 2015 – 23–24 października Speed Star - Soutěž ve formaci HVĚZDA – Prostejov. Klasyfikacja zespołowa: I miejsce – Szybkie Szakale: Tymoteusz Tabor (kamera), Mariusz Bieniek, Krzysztof Szawerna, Joachim Hatko, Dominik Grajner, Szymon Szpitalny i Tomasz Wojciechowski[14].
- 2016 – 11 czerwca Spadochronowe Mistrzostwa Śląska 2016 – Gliwice. Klasyfikacja indywidualna (celność lądowania – spadochrony szybkie): II miejsce – Tymoteusz Tabor (0,00 cm, 240 cm). Klasyfikacja drużynowa (celność lądowania – spadochrony szybkie): I miejsce – Ruda Team Gliwice – 12 pkt. (Tymoteusz Tabor 2 pkt., Paweł Mostowski 3 pkt., Mariusz Bieniek 7 pkt.)[15].
- 2016 – 9 października Speed–Star – Zawody spadochronowe Antek – Gliwicka Gwiazda 2016 – Gliwice. Klasyfikacja zespołowa: I miejsce – Szybkie Szakale – Gliwice: Tymoteusz Tabor (kamera), Mariusz Bieniek, Krzysztof Szawerna, Dominik Grajner, Joachim Hatko i Bartłomiej Ryś. Wynik – 45,07.
- 2016 – 29 października Międzynarodowe Zawody Speed-Star – Prostejov (Czechy). Klasyfikacja zespołowa: I miejsce – Szybkie Szakale: Tymoteusz Tabor (kamera), Bartłomiej Ryś, Mariusz Bieniek, Krzysztof Szawerna, Joachim Hatko, Dominik Grajner i Szymon Szpitalny[16][17][18][19].
- 2017 – 1–4 marca XXI Puchar Polski Para-Ski i Wielobój Spadochronowy Związku Polskich Spadochroniarzy – Bielsko-Biała/Szczyrk. Klasyfikacja (celność lądowania): VI miejsce – Tymoteusz Tabor (18 bpd). Klasyfikacja (narciarstwo): XII miejsce – Tymoteusz Tabor. Klasyfikacja indywidualna (pływanie): II miejsce – Tymoteusz Tabor. Klasyfikacja indywidualna (strzelanie): I miejsce – Tymoteusz Tabor. Klasyfikacja indywidualna wielobój spadochrony szybkie: II miejsce – Tymoteusz Tabor. Klasyfikacja indywidualna Para-Ski spadochrony szybkie: VI miejsce – Tymoteusz Tabor[20].
- 2017 – 25 czerwca Spadochronowe Mistrzostwa Śląska 2017 – Gliwice. Klasyfikacja indywidualna (celność lądowania – spadochrony szybkie): III miejsce – Tymoteusz Tabor (17,3 m, 0,0 m, 3,0 m, suma 20,3 m). Klasyfikacja drużynowa: I miejsce – Sky Masters (Tymoteusz Tabor, Bartłomiej Ryś, Leszek Tomanek).
- 2017 – 30 września II Zawody Speed–Star – Zawody spadochronowe Antek – Gliwicka Gwiazda 2017 – Gliwice. Klasyfikacja zespołowa: I miejsce – Szybkie Szakale – Gliwice: Krzysztof Szawerna, Bartłomiej Ryś, Szymon Szpitalny, Dominik Grajner, Joachim Hatko i Tymoteusz Tabor (kamera). Wynik – 51,32.
- 2018 – 2 czerwca Spadochronowe Mistrzostwa Śląska 2018 – Gliwice. Klasyfikacja indywidualna (celność lądowania – spadochrony szybkie): I miejsce – Tymoteusz Tabor (suma 0,00 m). Klasyfikacja drużynowa: I miejsce – Szybkie Gliwice (Tymoteusz Tabor, Mariusz Bieniek, Leszek Tomanek).
- 2018 – 29 września III Zawody Speed–Star – Zawody spadochronowe Antek – Gliwicka Gwiazda 2018. Klasyfikacja zespołowa: II miejsce Łowcy Szakali – Gliwice: Danuta Polewska, Leszek Tomanek, Monika Locińska, Paweł Mostowski, Ziemowit Nowak i Tymoteusz Tabor (kamera).
- 2019 – 3 sierpnia Spadochronowe Mistrzostwa Śląska 2019 – Gliwice. Klasyfikacja indywidualna (celność lądowania – spadochrony szybkie): I miejsce – Tymoteusz Tabor (suma 0,00 m). Klasyfikacja drużynowa: II miejsce – Sky Muscle Gliwice (Tymoteusz Tabor, Dariusz Nawacki, Paweł Mostowski).
- 2019 – 28 września Międzynarodowe Zawody Speed-Star – Prostejov (Czechy). Klasyfikacja zespołowa: II miejsce – Łowcy Szakali: Danuta Polewska, Leszek Tomanek, Monika Locińska, Paweł Mostowski, Rafał Duda, Dariusz Nawacki i Tymoteusz Tabor (kamera)[21].
- 2020 – 27–29 marca XXII Puchar Polski Para-ski i Trójbój Zimowy ZPS – Bielsko-Biała/Szczyrk. Klasyfikacja indywidualna spadochrony szybkie: II miejsce – Tymoteusz Tabor. Klasyfikacja drużynowa spadochrony szybkie: III miejsce – Tymoteusz Tabor, Monika Locińska, Paweł Mostowski. Klasyfikacja indywidualna Trójbój Zimowy spadochrony szybkie: III miejsce – Tymoteusz Tabor. Klasyfikacja drużynowa Trójbój Zimowy spadochrony szybkie: III miejsce – Tymoteusz Tabor, Monika Locińska, Paweł Mostowski[22].
- 2020 – 12 września Gliwickie Spadochronowe Zawody w Celności Lądowania 2020 – Gliwice. Klasyfikacja indywidualna (celność lądowania – spadochrony szybkie): III miejsce – Tymoteusz Tabor.
- 2020 – 3 października Międzynarodowe Zawody Speed-Star – Prostejov (Czechy). Klasyfikacja zespołowa: II miejsce – Łowcy Szakali: Danuta Polewska, Leszek Tomanek, Paweł Mostowski, Rafał Duda, Ziemowit Nowak, Michał Marek i Tymoteusz Tabor (kamera)[23][24][25].
- 2021 – 2–3 września Międzynarodowe Zawody Speed-Star – Prostejov (Czechy). Klasyfikacja zespołowa: II miejsce – Łowcy Szakali: Danuta Polewska, Monika Locińska, Paweł Mostowski, Małgorzata Solnica, Paweł Rey, Łukasz Bryła i Tymoteusz Tabor (kamera) (skok 1: 11 pkt, skok 2: 9 pkt, skok 3: 12 pkt, skok 4: 7 pkt, skok 5: 15 pkt, suma: 54 pkt)[26].
- 2022 – 5 marca XXIII Puchar Polski Para-ski – Bielsko-Biała/Wisła Mistrzostwa Polski PARA-SKI Związku Polskich Spadochroniarzy, Trójbój Zimowy o Puchar Beskidów. Klasyfikacja indywidualna spadochrony szybkie celność lądowania: II miejsce – Tymoteusz Tabor. Klasyfikacja indywidualna spadochrony szybkie Trójbój: II miejsce – Tymoteusz Tabor. Klasyfikacja zespołowa spadochrony szybkie Trójbój: III miejsce – Tymoteusz Tabor, Bartłomiej Ryś, Paweł Mostowski[27].

## Galeria

Tymoteusz Tabor
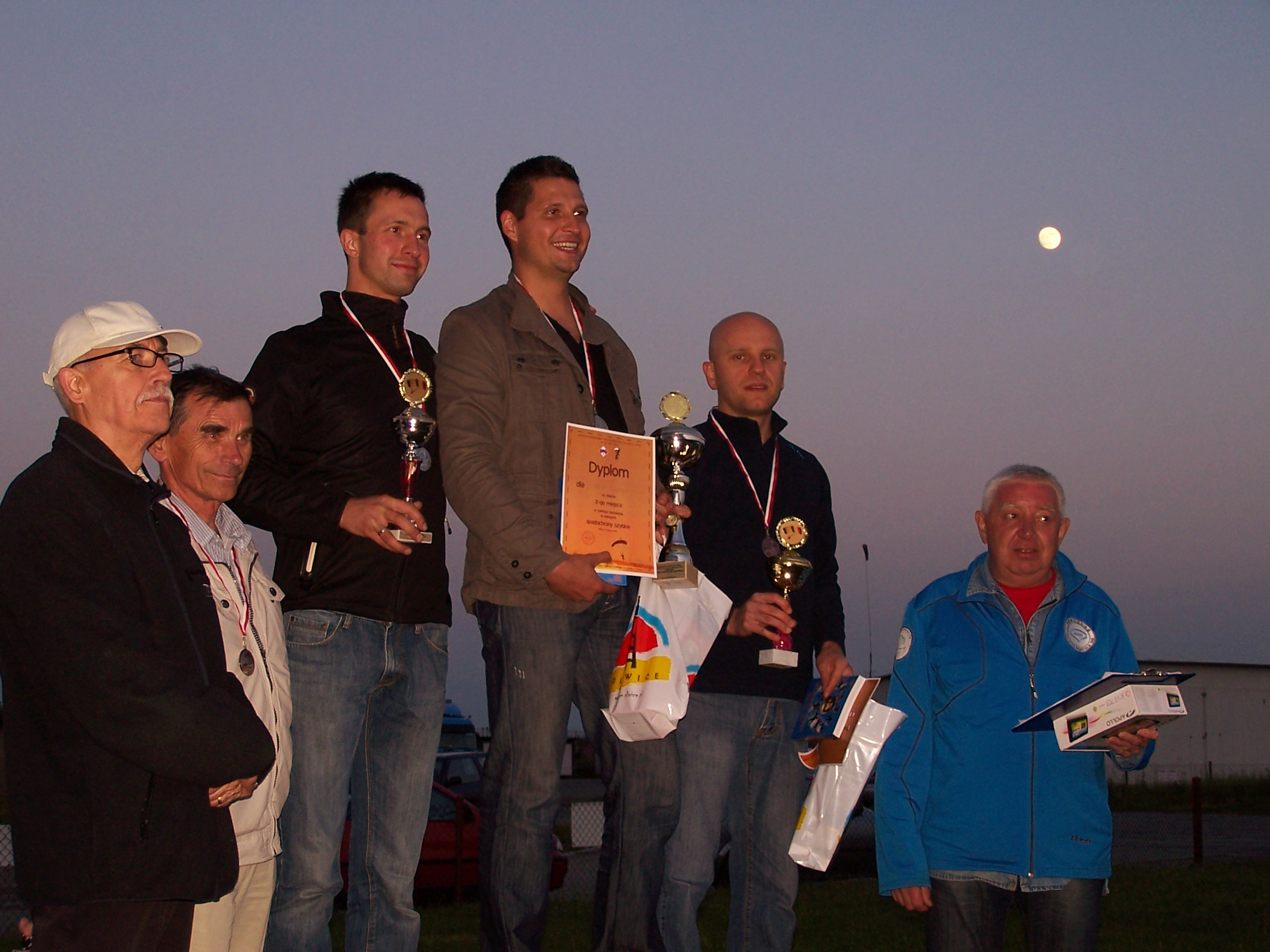
Spadochronowe Mistrzostwa Śląska 2012. Klasyfikacja celność lądowania (spadochrony szybkie): I miejsce – Tymoteusz Tabor, II miejsce – Jerzy Wojtas, III miejsce – Bartłomiej Ryś (czerwiec 2012)
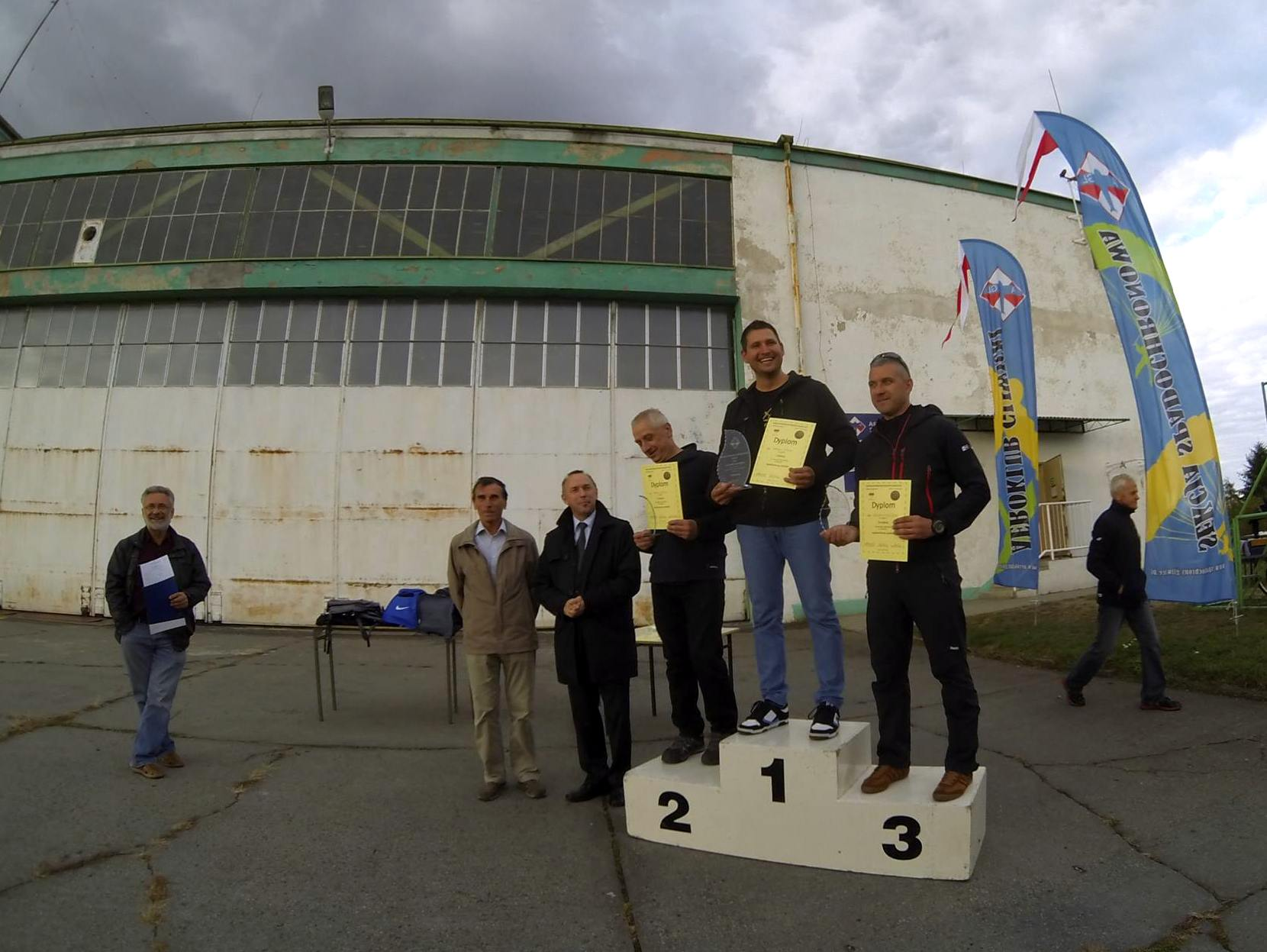
Spadochronowe Mistrzostwa Śląska 2015. Klasyfikacja celność lądowania (spadochrony szybkie): I miejsce – Tymoteusz Tabor, II miejsce – Mariusz Bieniek, III miejsce – Krzysztof Zieliński (wrzesień 2015)
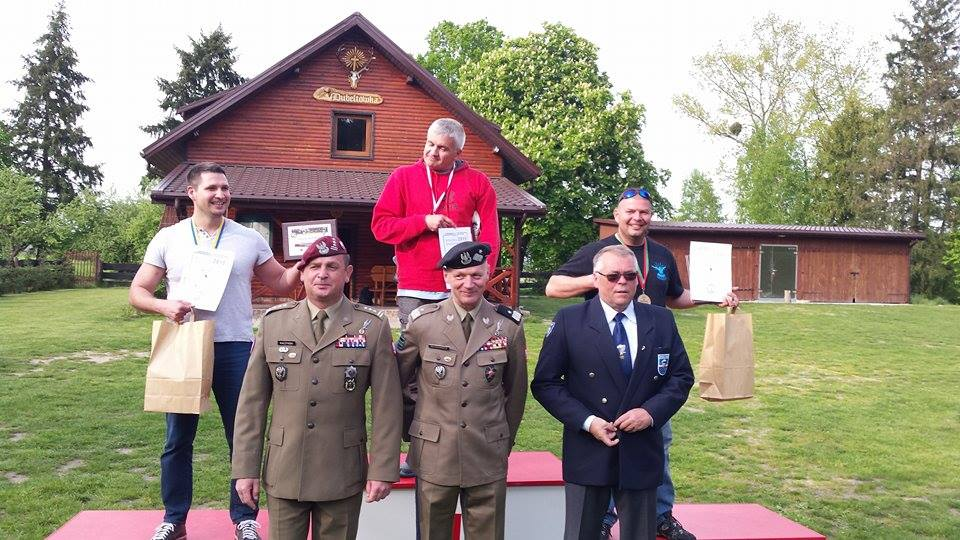
Wielobój Spadochronowy 2015. Klasyfikacja indywidualna generalna: II miejsce – Tymoteusz Tabor (maj 2015)
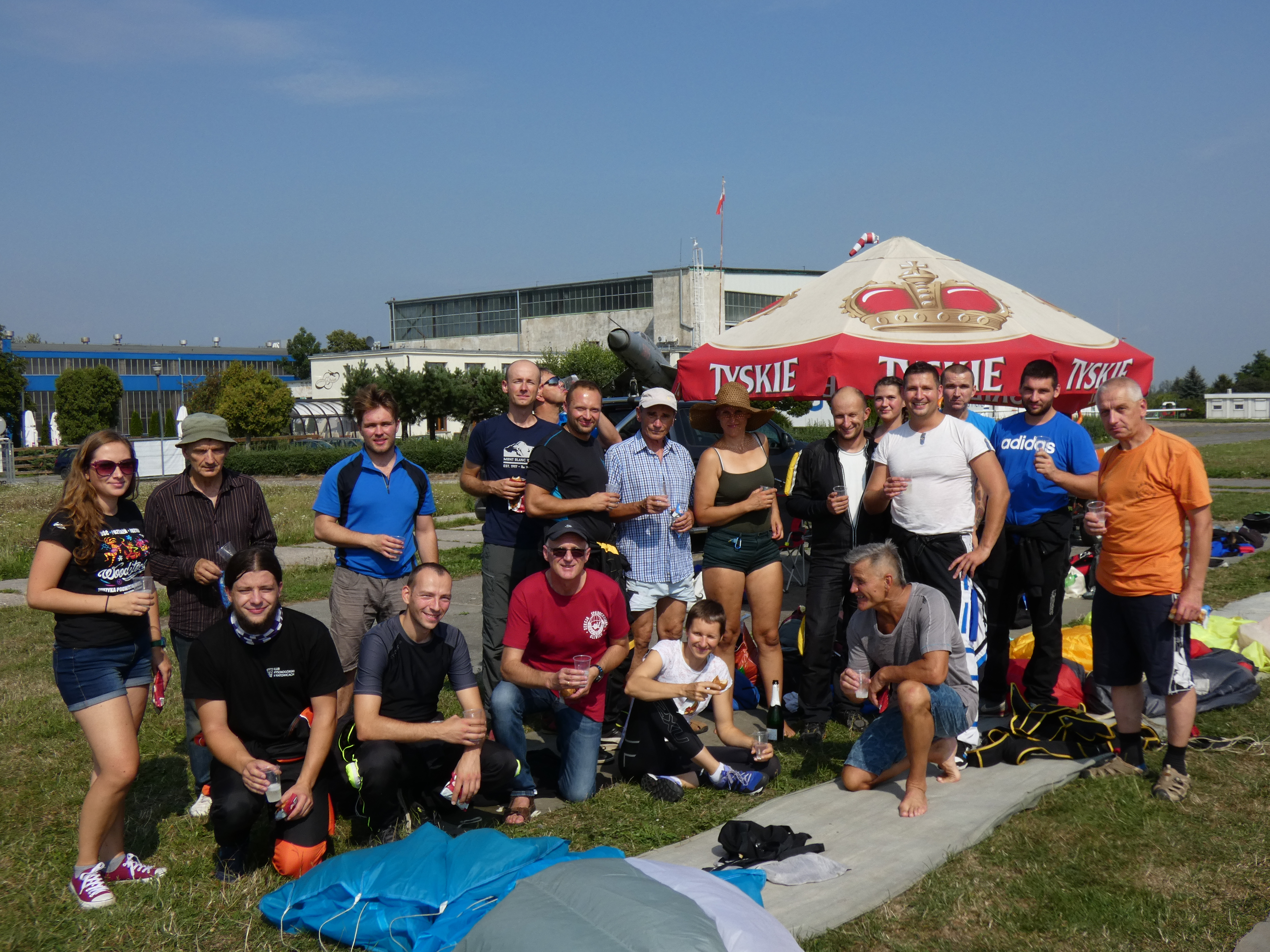
900 skok (sierpień 2017)